# Macrotrachela habita
Macrotrachela habita är en hjuldjursart som först beskrevs av David Bryce 1894.  Macrotrachela habita ingår i släktet Macrotrachela och familjen Philodinidae. Arten är reproducerande i Sverige. Inga underarter finns listade i Catalogue of Life.